# Lotus hirtulus
Lotus hirtulus là một loài thực vật có hoa trong họ Đậu. Loài này được Cout. miêu tả khoa học đầu tiên.